# Mohamed Ryad Garidi
Mohamed Ryad Garidi (ur. 20 grudnia 1977 w Algierze) – algierski wioślarz, reprezentant Algierii w wioślarskiej dwójce podwójnej wagi lekkiej podczas Letnich Igrzysk Olimpijskich w Pekinie.

## Osiągnięcia
- Mistrzostwa Świata – Sewilla 2002 – dwójka podwójna wagi lekkiej – brak[2][3].
- Mistrzostwa Świata – Mediolan 2003 – dwójka podwójna wagi lekkiej – 27. miejsce[2].
- Mistrzostwa Świata – Eton 2006 – dwójka podwójna wagi lekkiej – 24. miejsce[2].
- Igrzyska Olimpijskie – Pekin 2008 – dwójka podwójna wagi lekkiej – 19. miejsce[1][2].